# Alexsander Celente
Alexsander Almeida Maciel Celente (Porto Alegre, 21 de dezembro de 1980) é um jogador de goalball paralímpico brasileiro. 
Alex Gaúcho já tinha a medalha de prata nos Jogos Paralímpicos de Verão de 2012 e conquistou a medalha de bronze nos Jogos Paralímpicos de Verão de 2016 no Rio de Janeiro, após derrotar a Seleção Sueca de Goallball por 6-5.